# Санкт-Андре-ам-Циккзе
Санкт-Андре-ам-Циккзе (нем. Sankt Andrä am Zicksee) — ярмарочная община (нем. Marktgemeinde) в Австрии, в федеральной земле Бургенланд. 
Входит в состав округа Нойзидль-ам-Зе.  Население составляет 1344 человека (на 31 декабря 2014 года). Занимает площадь 31,69 км². Идентификационный код  —  1 07 19.

## Внешние ссылки
- Официальная страница  (нем.)